# TRIM54
TRIM54 (англ. Tripartite motif containing 54) – білок, який кодується однойменним геном, розташованим у людей на 2-й хромосомі. Довжина поліпептидного ланцюга білка становить 358 амінокислот, а молекулярна маса — 40 301.
| 10         |  | 20         |  | 30         |  | 40         |  | 50         |
| ---------- |  | ---------- |  | ---------- |  | ---------- |  | ---------- |
| MNFTVGFKPL |  | LGDAHSMDNL |  | EKQLICPICL |  | EMFSKPVVIL |  | PCQHNLCRKC |
| ANDVFQASNP |  | LWQSRGSTTV |  | SSGGRFRCPS |  | CRHEVVLDRH |  | GVYGLQRNLL |
| VENIIDIYKQ |  | ESSRPLHSKA |  | EQHLMCEEHE |  | EEKINIYCLS |  | CEVPTCSLCK |
| VFGAHKDCEV |  | APLPTIYKRQ |  | KSELSDGIAM |  | LVAGNDRVQA |  | VITQMEEVCQ |
| TIEDNSRRQK |  | QLLNQRFESL |  | CAVLEERKGE |  | LLQALAREQE |  | EKLQRVRGLI |
| RQYGDHLEAS |  | SKLVESAIQS |  | MEEPQMALYL |  | QQAKELINKV |  | GAMSKVELAG |
| RPEPGYESME |  | QFTVRVEHVA |  | EMLRTIDFQP |  | GASGEEEEVA |  | PDGEEGSAGP |
| EEERPDGP   |  |            |  |            |  |            |  |            |

A: Аланін

C: Цистеїн

D: Аспарагінова кислота

E: Глутамінова кислота

F: Фенілаланін

G: Гліцин

H: Гістидин

I: Ізолейцин

K: Лізин

L: Лейцин

M: Метіонін

N: Аспарагін

P: Пролін

Q: Глутамін

R: Аргінін

S: Серин

T: Треонін

V: Валін

W: Триптофан

Кодований геном білок за функцією належить до білків розвитку. 
Задіяний у таких біологічних процесах, як диференціація клітин, альтернативний сплайсинг. 
Білок має сайт для зв'язування з іонами металів, іоном цинку. 
Локалізований у цитоплазмі, цитоскелеті.